# Jesús Chávez
Jesús Roberto Chávez Guzmán (ur. 26 kwietnia 1986 w Torreón) – meksykański piłkarz występujący na pozycji środkowego obrońcy.

## Kariera klubowa
Chávez jest wychowankiem klubu Tigres UANL z siedzibą w Monterrey, do którego seniorskiej drużyny został włączony jako dwudziestolatek przez szkoleniowca Mario Carrillo, po kilkunastu miesiącach występów w drugoligowych rezerwach – Tigres Mochis. W meksykańskiej Primera División zadebiutował 14 października 2006 w przegranych 1:2 derbach miasta z Monterrey, natomiast premierowego gola w najwyższej klasie rozgrywkowej strzelił 5 września 2007 w wygranej 3:2 konfrontacji z Pachucą. Przez późniejsze kilka lat regularnie pojawiał się na ligowych boiskach, lecz miejsce w pierwszym zespole stracił na stałe jesienią 2008 na rzecz nowego nabytku zespołu – Pedro Beníteza. Wobec tego w styczniu 2009 odszedł do ekipy Jaguares de Chiapas z miasta Tuxtla Gutiérrez, gdzie jednak podobnie jak w Tigres nie odniósł większych sukcesów zarówno na arenie krajowej, jak i międzynarodowej, pozostając głównie rezerwowym zespołu.
Wiosną 2012 Chávez udał się na półroczne wypożyczenie do zespołu San Luis FC z siedzibą w San Luis Potosí, gdzie pełnił rolę podstawowego piłkarza linii obrony, po czym został wypożyczony po raz kolejny, tym razem do ekipy Puebla FC. Tam szybko wywalczył sobie miejsce w wyjściowej jedenastce, a dzięki udanym występom po upływie roku został wykupiony na stałe przez zarząd klubu. Przez pewien czas pełnił także rolę kapitana drużyny. W lipcu 2014 przeniósł się do ekipy Club Atlas z siedzibą w Guadalajarze, gdzie spędził pół roku jako rezerwowy, po czym zasilił Club Tijuana. W jego barwach również występował przez sześć miesięcy, tym razem jako podstawowy stoper, po czym został wypożyczony do beniaminka najwyższej klasy rozgrywkowej – Dorados de Sinaloa z miasta Culiacán, w ramach współpracy pomiędzy obydwoma klubami (posiadającymi wspólnego właściciela – Grupo Caliente). Tam występował przez rok, notując regularne występy, lecz na koniec rozgrywek 2015/2016 spadł z Dorados do drugiej ligi.
W lipcu 2016 Chávez – podobnie jak przed rokiem – na zasadzie wypożyczenia zasilił pierwszoligowego beniaminka – ekipę Club Necaxa z siedzibą w Aguascalientes.

## Statystyki kariery
| UANL     | 2006–2007 | Meksyk | Liga MX | 18  | 0 | 2  | 0 | —  | — | — | 20  | 0 |
| UANL     | 2007–2008 | Meksyk | Liga MX | 25  | 1 | —  | — | —  | — | — | 25  | 1 |
| UANL     | 2008–2009 | Meksyk | Liga MX | 0   | 0 | —  | — | —  | — | — | 0   | 0 |
| Chiapas  | 2008–2009 | Meksyk | Liga MX | 12  | 0 | —  | — | —  | — | — | 12  | 0 |
| Chiapas  | 2009–2010 | Meksyk | Liga MX | 21  | 0 | 1  | 0 | CL | 1 | 0 | 23  | 0 |
| Chiapas  | 2010–2011 | Meksyk | Liga MX | 7   | 0 | —  | — | —  | — | — | 7   | 0 |
| Chiapas  | 2011–2012 | Meksyk | Liga MX | 12  | 0 | —  | — | —  | — | — | 12  | 0 |
| San Luis | 2011–2012 | Meksyk | Liga MX | 14  | 1 | —  | — | —  | — | — | 14  | 1 |
| Puebla   | 2012–2013 | Meksyk | Liga MX | 31  | 2 | 7  | 1 | —  | — | — | 38  | 3 |
| Puebla   | 2013–2014 | Meksyk | Liga MX | 34  | 2 | —  | — | —  | — | — | 34  | 2 |
| Atlas    | 2014–2015 | Meksyk | Liga MX | 8   | 0 | 7  | 0 | —  | — | — | 15  | 0 |
| Tijuana  | 2014–2015 | Meksyk | Liga MX | 17  | 2 | —  | — | —  | — | — | 17  | 2 |
| Dorados  | 2015–2016 | Meksyk | Liga MX | 19  | 0 | 4  | 0 | —  | — | — | 23  | 0 |
| Necaxa   | 2016–2017 | Meksyk | Liga MX | 0   | 0 | —  | — | —  | — | — | 0   | 0 |
| Ogółem   | Ogółem    | Ogółem | Ogółem  | 218 | 8 | 21 | 1 | CL | 1 | 0 | 240 | 9 |

- CL – Copa Libertadores